# Đế quốc Kong
Đế quốc Kong (1710–1898), còn được gọi là Đế quốc Wattara hoặc Đế quốc Ouattara bởi nhà sáng lập, là một nhà nước Hồi giáo châu Phi thời tiền thuộc địa tập trung ở phía đông bắc Bờ Biển Ngà, cũng bao gồm phần lớn Burkina Faso ngày nay. Nó được thành lập bởi những người Dyula di cư khỏi Đế quốc Mali đang suy tàn. Họ thành lập một đế quốc thương mại phi tập trung, chủ yếu dựa trên sự liên kết của các nhà buôn, với mục đích bảo vệ các tuyến đường thương mại trong toàn khu vực. Kong nổi lên vào những năm 1800 như một trung tâm thương mại và trung tâm nghiên cứu Hồi giáo lớn. Năm 1898, Samori Ture tấn công thành phố và thiêu rụi nó. Mặc dù thành phố đã được xây dựng lại, nhưng đế quốc Kong đã sụp đổ và người Pháp nắm quyền kiểm soát khu vực này.

## Thành lập
Khu vực xung quanh Kong đã được định cư bởi những người nông dân nói các thứ tiếng thuộc nhóm ngôn ngữ Gur: chủ yếu là người Senufo và người Tyefo. Bắt đầu từ thế kỷ 16, những người nói tiếng Dyula, một nhánh quan trọng của nhóm Mandé, đã di cư từ Đế quốc Mali đang suy tàn vào khu vực này và thành lập thành phố Bego. Những người nhập cư phần lớn theo đạo Hồi trong khi người Senufo và Tyefo chủ yếu theo thuyết vật linh. Bego đã bị phá hủy tại một số điểm và cư dân Dyula chuyển đến thành phố Kong. Khu vực này trở thành nơi bành trướng, đánh phá và chiến tranh của một số dân tộc trong khu vực, chủ yếu là Gonja và Dagomba. Trong bối cảnh đó, một nhóm dân cư không đồng nhất cùng với các thương gia với số lượng lớn lính đánh thuê và nô lệ phần lớn dành riêng cho chiến tranh đã phát triển ở thành phố Kong.
Các tài liệu trong lịch sử cho thấy vào đầu những năm 1700, Seku Wattara (đôi khi được viết là Sekou hoặc Sekoue) đã hạ bệ và giết chết một thủ lĩnh quan trọng ở Kong, Lasiri Gbambele, bằng cách hợp nhất lực lượng của một số thủ lĩnh Dyula trong khu vực. Seku đã sử dụng quyền lực hợp nhất này để kiểm soát nền chính trị ở Kong và tạo ra một phạm vi ảnh hưởng rộng lớn trong toàn khu vực.
Lịch sử truyền miệng cung cấp thêm chi tiết về sự thành lập của Đế quốc Kong. Một thông tin cho rằng Seku đến từ thị trấn Tenegala, lớn hơn Kong vào thời điểm đó. Đến năm 1709, Seku là người giàu có nhất ở Tenegala và đã sử dụng quân dụng của mình để hỗ trợ thủ lĩnh Gonja trong một cuộc tấn công vào Bouna để kiếm được nhiều nô lệ hơn. Lasiri Gbambele là chú của Seku và là một nhà lãnh đạo quyền lực ở Kong. Mặc dù họ có quan hệ họ hàng với nhau, nhưng có sự bất hòa đáng kể do tranh chấp giữa Lasiri và cha của Seku về người phụ nữ sẽ trở thành mẹ của Seku. Truyền khẩu này cho rằng vào năm 1710, Lasiri đã sử dụng quyền lực của mình để đàn áp Hồi giáo ở Kong và nắm lấy giáo phái Nya bản địa. Khủng hoảng lan rộng khi Lasiri trục xuất một giáo sĩ Hồi giáo khỏi Kong, khiến Seku tập hợp lực lượng của mình với những lãnh đạo người Dyula khác để tấn công Kong. Lasiri đã bị Seku đánh bại và xử tử.

## Dưới thời Seku
Dưới thời Seku, Đế quốc Kong kéo dài từ khoảng năm 1710 đến năm 1740 (với cái chết của người anh trai Famaga). Sau khi thiết lập quyền kiểm soát đối với Kong, các lực lượng dưới quyền Seku và các thủ lĩnh đồng minh cùng quân dụng riêng của họ đã tiếp quản các thị trấn và khu định cư trên khắp khu vực. Họ chủ yếu tập trung vào việc kiểm soát các tuyến đường thương mại, đồng thời sớm chiếm lĩnh khu vực xung quanh sông Volta Đen ở phía bắc và Boule ở phía nam dưới triều đại của Seku. Ở phía nam, các lực lượng của Đế quốc Kong đụng độ với Đế quốc Ashanti đang phát triển nhằm kiểm soát Gyaaman, dẫn đến một loạt trận chiến quan trọng kết thúc bằng việc Ashanti kiểm soát Gyaaman, nhưng sự công nhận quyền lực của Đế quốc Kong. Để thiết lập quyền kiểm soát ổn định, Seku đã bổ nhiệm mỗi người trong số 12 con trai của mình làm thủ lĩnh của các khu định cư quan trọng trong toàn khu vực.
Seku qua đời vào năm 1735, khiến phần lớn đế chế rơi vào tình trạng hỗn loạn. Con trai của ông, Kere-Mori, cố gắng khẳng định quyền lực của mình nhưng anh trai của Seku là Famaga từ chối công nhận điều đó và do đó đã nắm quyền kiểm soát phần lớn các khu định cư phía bắc và hoạt động ngoài Bobo-Dioulasso. Mặc dù có sự cạnh tranh nội bộ đáng kể giữa lực lượng của Kere-Mori và Famaga, họ đã liên minh với nhau. Điều này được đánh giá là quan trọng nhất trong cuộc thám hiểm năm 1730 đến sông Volta Đen ở phía bắc. Vào tháng 11 năm 1739, các lực lượng phối hợp đã đánh chiếm một số thành phố quan trọng bao gồm cả thương điếm Sofara. Các lực lượng đã chiếm được thành phố quan trọng Djenné-Djenno, trên bờ sông Niger trước khi họ bị đẩy lùi bởi lực lượng của Bitòn Coulibaly.

## Phi tập trung hóa Kong
Từ khoảng năm 1740 cho đến khi sụp đổ vào năm 1898, đế quốc là nhà nước phi tập trung về mặt chính trị với trung tâm của nó ở thành phố Kong. Các liên minh cùng nhau nắm giữ đế chế dưới thời Seku phần lớn đã tan rã và nhà nước được tái tổ chức, phần lớn thông qua các khu định cư và tiền đồn liên kết được cai trị bởi một tầng lớp thương nhân ở Kong. Kong đã trở thành một trung tâm thương mại và trung tâm nghiên cứu Hồi giáo lớn trong thời kỳ này.
Đế quốc Kong coi điều quan trọng đối với sự tổ chức của họ là sự tồn tại của một tầng lớp thương nhân chỉ đạo nhiều khía cạnh chính trị. Những thương nhân này có ý nghĩa quan trọng đối với hoạt động buôn bán mà họ chỉ đạo. Mỗi gia đình thương nhân đã thiết lập một loạt các tiền đồn giao dịch chính dọc theo các tuyến đường quan trọng được bảo vệ bởi các chiến binh nô lệ. Những tập hợp quân dụng quan trọng nhất có liên hệ với dòng dõi của Seku và Famaga. Các thủ lĩnh có dòng dõi liên quan tới Seku thường lấy tên Wattara để thể hiện mối quan hệ này.
Với việc kiểm soát các tuyến đường này, Kong trở thành trung tâm thương mại cho cả vàng lẫn hạt côla. Điều này làm tăng tầm quan trọng của các thành phố và khả năng cho quân đội tư nhân của các nhà buôn phát triển lớn hơn đáng kể.
Thành phố trở nên đáng chú ý với một số lượng lớn các giáo sĩ và học giả Hồi giáo, cùng với việc xây dựng nhiều nhà thờ Hồi giáo trên khắp đế quốc. Tuy nhiên, tầm quan trọng đối với Hồi giáo không ảnh hưởng đến tầng lớp quý tộc cầm quyền trong việc quản lý nhà nước của họ: họ không có tính hợp pháp từ Hồi giáo, họ không thực hiện Sharia, và do đó về cơ bản khác với các quốc gia thánh chiến ở Tây Phi. Tầng lớp chiến binh được hình thành trong đế chế, sonangi, không phải là tín đồ của đạo Hồi và theo thời gian, phần lớn sống trong các cộng đồng riêng biệt thực hành tín ngưỡng vật linh. Augustus Henry Keane đã ghi chép vào năm 1907 rằng "Kong cũng không phải là điểm nóng của sự cuồng tín của người Hồi giáo như người ta đã nghĩ; trái lại, ta gần như có thể khẳng định đây là một nơi được phân biệt bởi sự thờ ơ của nó đối với tôn giáo, hoặc ở tất cả các sự kiện tôn giáo bởi tinh thần khoan dung và sự tôn trọng khôn ngoan đối với tất cả các quan điểm tôn giáo của những người dân bản địa xung quanh."
Mối quan hệ sắc tộc vẫn bị chia rẽ phần lớn giữa các thương gia Mandé và các công dân thành thị và dân cư nông nghiệp người Senufo. Có rất ít nỗ lực để tạo ra một xã hội đồng nhất về mặt sắc tộc.
Mặc dù được phân quyền về mặt chính trị, nhưng đế quốc vẫn tiếp tục khẳng định quyền kiểm soát đối với lãnh thổ của mình. Năm 1840, quốc gia này hạn chế việc buôn bán vàng ra khỏi vùng đất của người Lobi.

## Suy tàn và sụp đổ
Quyền lực và quyền kiểm soát thương mại của Kong trong khu vực đã giảm đáng kể vào cuối những năm 1800. Mặc dù tầm quan trọng của thành phố về mặt thương mại và nghiên cứu Hồi giáo vẫn tồn tại, nhưng tính độc lập và phạm vi ảnh hưởng của nó đã giảm đi.
Vào ngày 20 tháng 2 năm 1888, Louis Gustave Binger đến thành phố Kong và thực hiện các thỏa thuận với các nhà lãnh đạo như một phần của việc kiểm soát thuộc địa Tây Phi thuộc Pháp. Những thỏa thuận này khiến Kong trở thành mục tiêu chính cho các cuộc tấn công từ Samori Ture như một mặt trận trong các cuộc chiến Mandingo giữa Đế quốc Wassoulou và người Pháp. Năm 1897, Samori đánh bại lực lượng cuối cùng của Kong và đốt cháy thành phố khiến các thành viên hoàng tộc Seku phải chạy trốn lên phía bắc.
Các thành viên còn lại của hoàng tộc Seku đã trú ẩn tại vùng sông Volta Đen, nơi họ phân chia lãnh thổ mà người Pháp gọi là "Les Etats de Kong." Các vương quốc này tồn tại trong một thời gian ngắn trước khi sụp đổ. Việc này liên quan đến chính quyền thuộc địa của Pháp. Thành phố Kong được xây dựng lại bởi người Pháp, nhưng chỉ có khoảng 3.000 cư dân trở lại và ảnh hưởng của nơi này đã giảm đi nhiều.